# VHS

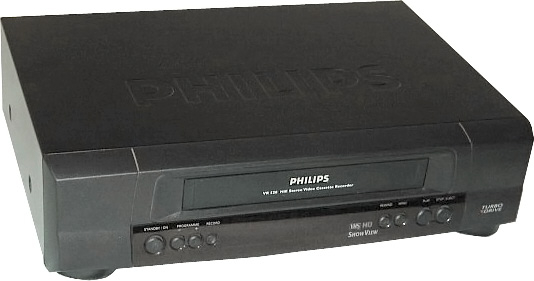
VHS-lejátszó vagy videómagnó

A VHS (Video Home System) 1976 óta létező analóg mozgóképfelvételi és lejátszási technológiára vonatkozó szabvány, videókazettát kezelő készülékek számára. A japán JVC cég fejlesztése, ez a szabvány vált általánossá az otthoni felhasználású videók között az 1980-as évektől kezdve.

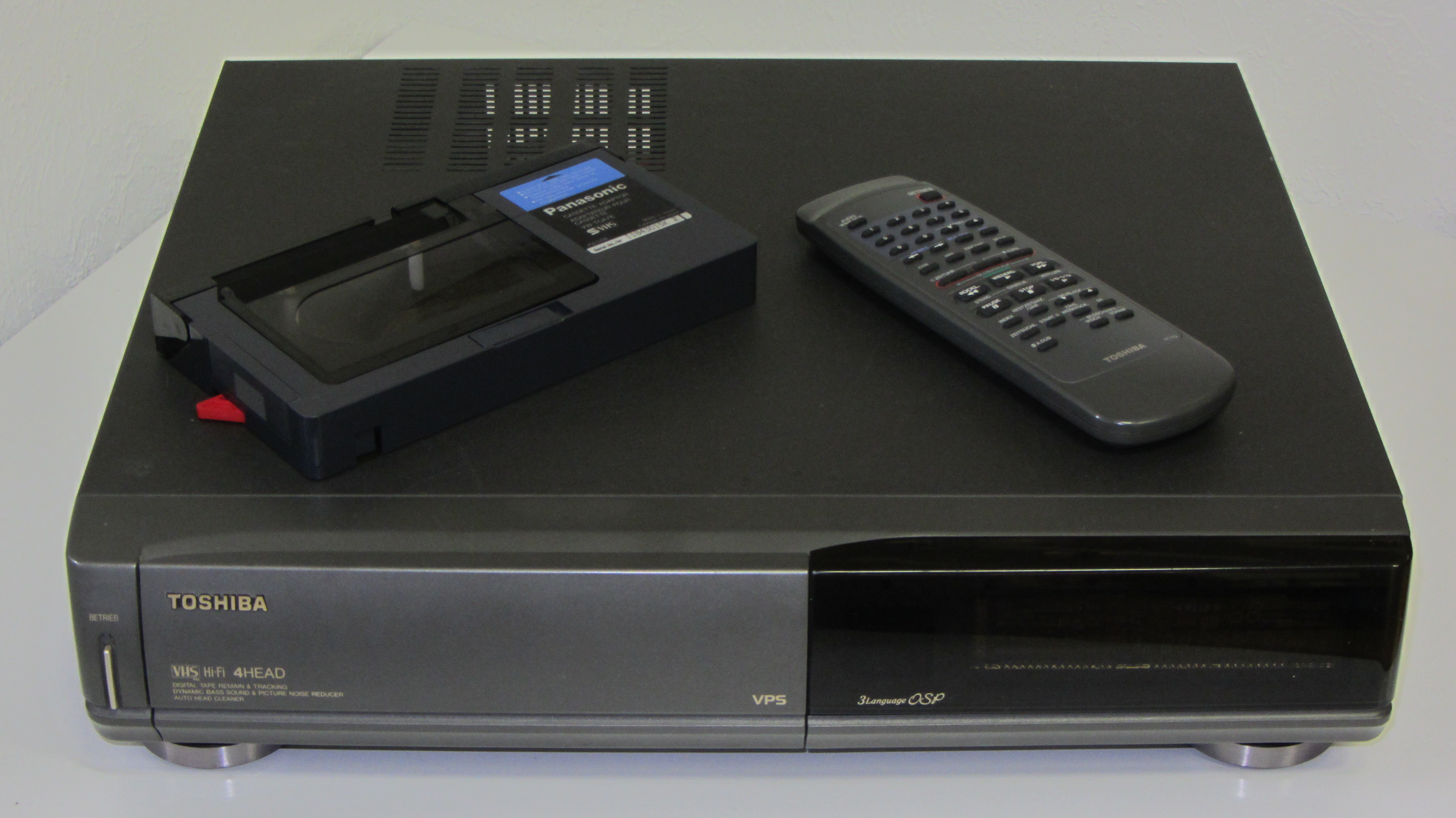
Toshiba gyártmányú VHS videómagnó

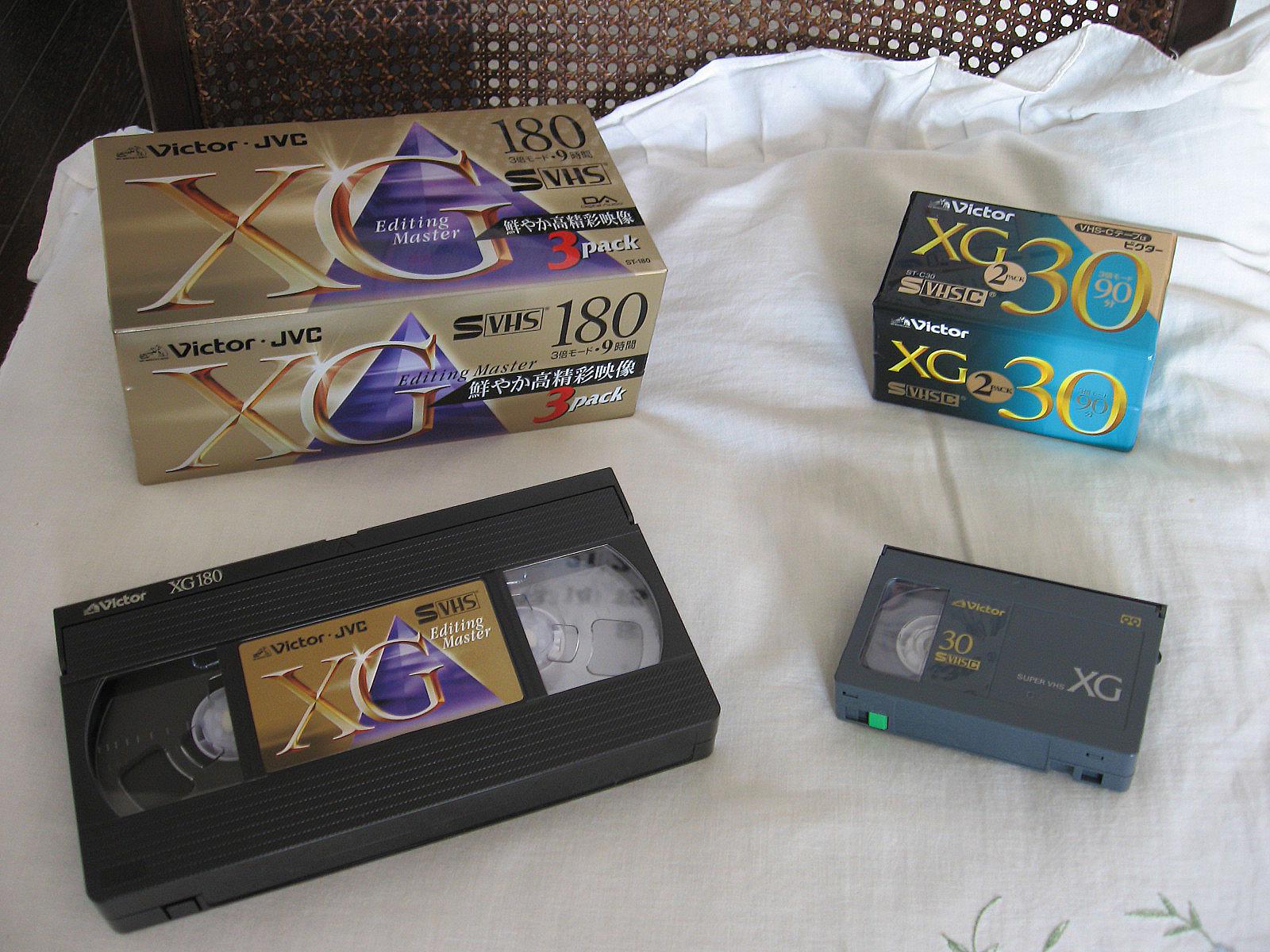
VHS és VHS-C kazetta

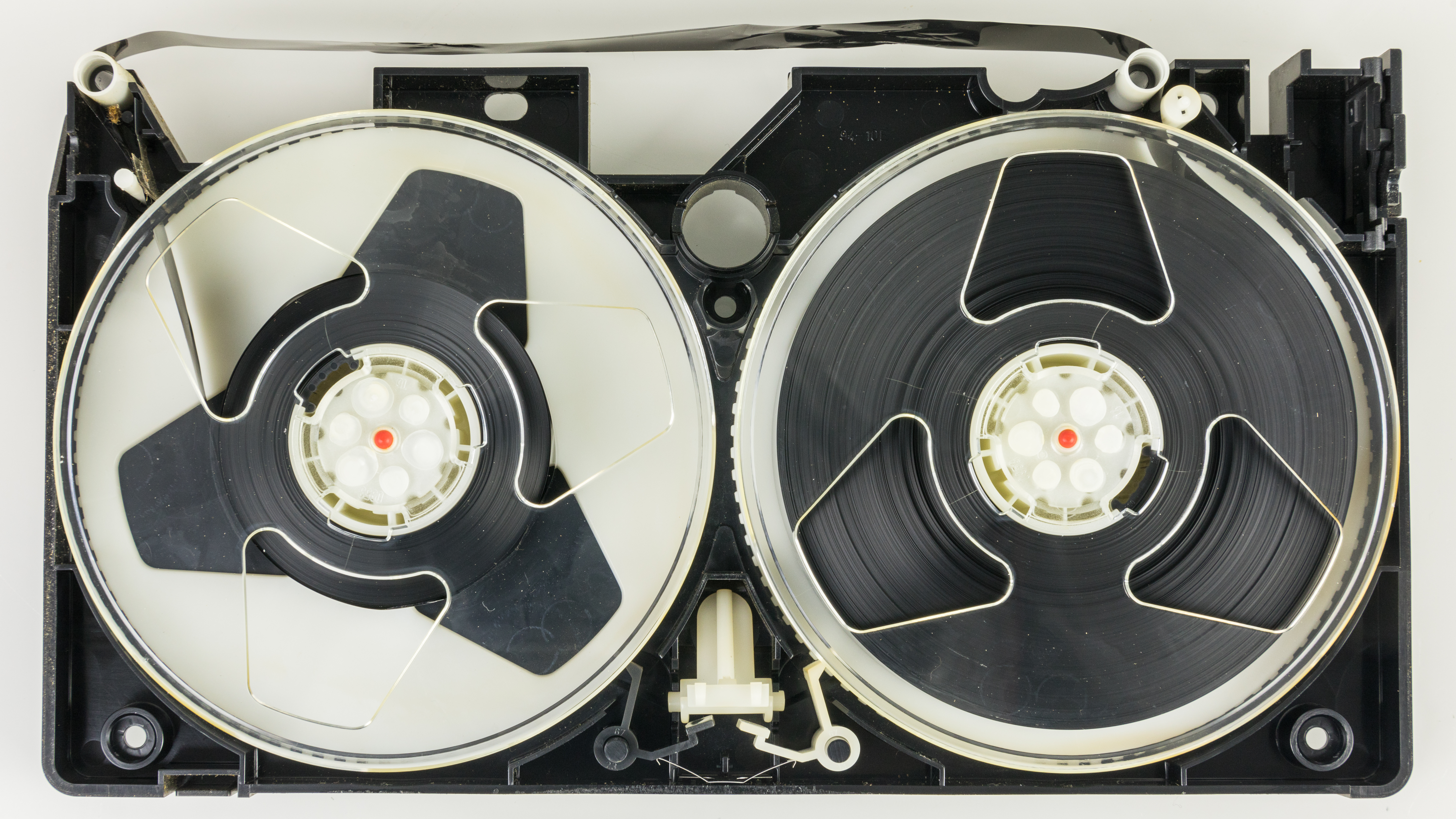
VHS-kazetta belseje

A VHS-kazettákra jellemző volt, hogy lejátszásnál a mágnesszalag kopott, így a kép és a hang minősége kis mértékben fokozatosan romlott. Bár voltak jobb minőségű videókazetták is.
A VHS-lejátszók gyártását 2016-ban szüntették meg, ekkor állította le utolsóként a japán Funai cég a gyártást, és beszüntette az alkatrészek szállítását is.

## Videókép rögzítése
A VHS-rendszernek hozzávetőlegesen 3 MHz sávszélesség állt rendelkezésre a kép- és 400 kHz a színvivő jel számára, amit alacsony szalagsebesség mellett, döntött szalagsávú leolvasással érnek el. A kép intenzitási (fényességi vagy szürkeárnyalatos) jelét frekvenciamoduláltan rögzítik. A videószalagon a képi információt hordozó „sávok” (videojelek) a szalag lejátszási irányához képest megdöntve foglalnak helyet, mint szövegsorban a perjelek "///". Minden egyes ilyen sáv a kép egy fél sorának információját hordozza, hasonlóan az analóg televíziós sugárzási rendszerekhez. A PAL-rendszerű VHS-felvétel 576 sort képes rögzíteni képkockánként, a szocialista országokban néhol előforduló SECAM-rendszerűek kb. 400 sort.

## Hangsáv rögzítése
Az eredeti VHS-szabványban a hangjeleket a szalag felső szélén lévő folytonos sávra rögzítették alapsávi jelként, ahogyan egy magnetofonban. A rögzített hangsáv frekvenciatartománya nagyrészt a szalag sebességétől függött. A normál lejátszási sebesség mellett NTSC-rendszerű felvételnél ez durván a 100 Hz-től 10 kHz-es frekvenciák visszaadását jelentette, az ennél kisebb szalagsebességű PAL-rendszerű jelrögzítésnél még szerényebb volt a hangtartomány felső része.

### HI-FI sztereó változat
1980-as évek közepén a JVC a VHS szabványt HI-FI sztereó hang képességgel bővítette ki. A jelek nem a szalag lineáris hangsáv-részén, hanem a képi, azaz a döntött sávokban kaptak helyet, méghozzá úgy, hogy a frekvenciamodulált hangsávokat a képi jelbe úgynevezett mélységi multiplexeléssel (depth multiplexing) beágyazták. A modulált audió vivőpárt a fényességi, valamint a szín vivőfrekvencia által nem használt tartományába illesztették.
A visszafelé kompatibilitás miatt a HI-FI sztereó jel mellett rögzítésre került a hagyományos lineáris monó hangsáv is, így a kazetta régebbi típusú vagy monó videómagnókkal történő lejátszása esetén a felvétel nem némult el.
A plusz két audió fej a képi forgó fejdobban kapott helyet (a két fej nem a bal és jobb csatornát jelenti). Az eljárás eredménye egy CD-hez közeli hangminőség (20 Hz és 20 kHz közötti hangfrekvencia tartomány, 80 dB-es dinamikatartomány). További jellemzője, hogy a hangminőség az összes szalagsebesség (EP, LP, SP) mellett azonos marad.
A technológia hátránya, hogy a hagyományos szalagos magnókhoz képest a VHS HI-FI sztereó hangjele a fejdobban lévő forgó fejpárnak köszönhetően nem folytonos, ezért a szalagon rögzített jelek és a fejváltási sebesség közötti esetleges eltolódás halk zümmögő hangot eredményezhet lejátszáskor.

## A VHS egyéb változatai
- VHS-C (camcorderek számára kifejlesztett kisebb méretű kazetta)
- S-VHS (Super VHS), amelyet 1987-ben vezettek be, nagyobb képfelbontású, mint a sima VHS
- S-VHS-C (a VHS-C super VHS változata)
- W-VHS (még analóg formátum, de már HD minőségű)
- W-VHS-C (a VHS-C W-VHS változata)
- D-VHS (digitális, HD minőségű)
- D-VHS-C (a VHS-C D-VHS változata)

## Műszaki specifikációk
- Lejátszási/felvételi sebesség SP üzemmódban: PAL-rendszerben 2,339 cm/s, NTSC-rendszerben 3,335 cm/s
- Szalagszélesség: 12,70 mm (½ inch)
- Jelátvitel: 3-3,5 MHz
- Vízszintes képfelbontás: 250 sor
- Függőleges képfelbontás: PAL-rendszerben 576 sor, NTSC-rendszerben 486 sor
- Frekvenciaátvitel: állófejjel: 100–9000 Hz +-3dB; forgófejjel: 20–20000 Hz +-1dB (jel-zaj arány: 42dB, ill. <72 dB)

## Játékidő és szalaghossz

### PAL/SECAM-rendszerben
| Típus | Standard Play | Long Play | Szalaghossz          |
| ----- | ------------- | --------- | -------------------- |
| E-30  | 30 perc       | 60 perc   | 148 láb              |
| E-60  | 60 perc       | 120 perc  | 290 láb              |
| E-90  | 90 perc       | 180 perc  | 429 láb              |
| E-120 | 120 perc      | 240 perc  | 173 méter / 570 láb  |
| E-180 | 180 perc      | 360 perc  | 259 méter / 851 láb  |
| E-195 | 195 perc      | 390 perc  |                      |
| E-200 | 200 perc      | 400 perc  |                      |
| E-210 | 210 perc      | 420 perc  |                      |
| E-240 | 240 perc      | 480 perc  | 348 méter / 1142 láb |
| E-300 | 300 perc      | 600 perc  |                      |

### NTSC-rendszerben
| Típus | Standard Play | Long Play | Extended Play / SLP | Szalaghossz          |
| ----- | ------------- | --------- | ------------------- | -------------------- |
| T-20  | 20 perc       | 40 perc   | 60 perc             | 145 láb              |
| T-30  | 30 perc       | 60 perc   | 90 perc             | 211 láb              |
| T-45  | 45 perc       | 90 perc   | 135 perc            | 310 láb              |
| T-60  | 60 perc       | 120 perc  | 180 perc            | 412 láb              |
| T-90  | 90 perc       | 180 perc  | 270 perc            | 610 láb              |
| T-120 | 120 perc      | 240 perc  | 360 perc            | 247 méter / 812 láb  |
| T-160 | 160 perc      | 320 perc  | 480 perc            | 327 méter / 1075 láb |
| T-180 | 180 perc      | 360 perc  | 540 perc            | 369 méter / 1210 láb |
| T-240 | 240 perc      | 480 perc  | 720 perc            | 433 méter / 1421 láb |